# 弗兰克·诺伊迈斯特
弗兰克·诺伊迈斯特（德語：Frank Neumeister，20世纪—），德国男子赛艇运动员。他曾代表西德参加英国诺丁汉举办的1975年世界赛艇锦标赛，获得男子轻量级八人单桨有舵手金牌。